# 2004 VH131
2004 VH131, também escrito como 2004 VH131, é um corpo celeste que é classificado como um centauro, numa classificação estendida de centauros. Ele possui uma magnitude absoluta de 9,7 e tem um diâmetro estimado de cerca de 51 km.

## Descoberta
2004 VH131 foi descoberto no dia 9 de novembro de 2004 pelo Canada-France Ecliptic Plane Survey.

## Órbita
A órbita de 2004 VH131 tem uma excentricidade de 0,628 e possui um semieixo maior de 59,824 UA. O seu periélio leva o mesmo a uma distância de 22,282 UA em relação ao Sol e seu afélio a 97,365 UA.